# Vernon, Vienne

Vernon este o comună în departamentul Vienne, Franța. În 2009 avea o populație de 614 de locuitori.